# One Wish (singel Roxette)
One Wish – singel szwedzkiego duetu Roxette. Został wydany w październiku 2006 r. jako pierwszy promujący album A Collection of Roxette Hits – Their 20 Greatest Songs!.

## Lista utworów
wersja CDS
1. „One Wish”
2. „The Rox Medley”

wersja MCD
1. „One Wish”
2. „The Rox Medley”
3. „It Must Have Been Love (Christmas for the Broken Hearted)”
4. „Turn to Me”